# 大爆笑問題
『大爆笑問題』（だいばくしょうもんだい）は、1998年4月7日から1999年3月23日までテレビ東京系列局で放送されたテレビ東京・PROTX共同製作のバラエティ番組。放送時間は毎週火曜 23:55 - 24:35 (JST) 、テレビ東京系全国ネットの深夜番組放送枠『Gパラダイス』火曜の番組として放送。

## 概要
爆笑問題と大原かおりの3人によるロケ企画を主軸にした深夜番組で、ロケVTRの合間合間にミニコーナーを挿むというのがこの番組の基本構成だった。ゲストが出演することは稀で、時々キリングセンスが参加する程度だった。

## 出演者
- 太田光（爆笑問題）
- 田中裕二（爆笑問題）
- 森ひろこ
- 大原かおり
- キリングセンス
- たくみふぢお
- GO・JO

## スタッフ
- 構成 - 高橋洋二、秋葉高彰、YAS5000
- プロデューサー - 松本篤信、近藤正人
- シニアプロデューサー - 斧賢一郎
- 製作 - テレビ東京、PROTX

## 主な放送内容

### ロケ企画
プールで俳句
太田が来客で賑わう夏のプールを訪れて一句詠む企画。

### ミニコーナー
ランバダ将棋
ランバダのように一時期話題になったがすぐに廃れてしまった物（番組では「ランバダなもの」と呼んでいた）を持ち寄り、よりインパクトのある物を出せた方を勝者とする対決コーナー。勝敗は太田の独断で決まる。
ミニコント
コントを放送していたコーナー。撮影はスタジオ内ではなく、屋外や店内などで行われた。このコーナーで行われるコントは基本的にダークな内容で、オンエアでお蔵入りになったコントも少なくない。以下はこのコーナーで放送された主なコント。
- 珈琲刑事
- 男はつらいよ・フーテンのサバ次郎
- GT太
- 喫煙刑事

## ビデオ
いずれも番組で放送されたミニコントを収録。『最期』のみ未放送のコントも多数収録している。
- 大爆笑問題 1 （1998年8月1日、ポリドール）
- 大爆笑問題 2 （1998年11月1日、ポリドール）
- 大爆笑問題 3 （1999年2月1日、ポリドール）
- 大爆笑問題 最期（1999年9月17日、ポニーキャニオン）

| テレビ東京 火曜23:55枠（『Gパラダイス』火曜）                                | テレビ東京 火曜23:55枠（『Gパラダイス』火曜） | テレビ東京 火曜23:55枠（『Gパラダイス』火曜） |
| 前番組                                                                       | 番組名                                        | 次番組                                        |
| ---------------------------------------------------------------------------- | --------------------------------------------- | --------------------------------------------- |
| ワールドビジネスサテライト （23:00 - 24:00） スポーツTODAY （24:00 - 24:30） | 大爆笑問題 （1998.04 - 1999.03）              | 対爆笑問題 （23:55 - 24:35）                  |